# تيودور فريدريك أوغست
تيودور فريدريك أوغست (بالفرنسية: August Winnecke)‏ (و. 1835 – 1897 م) هو عالم فلك من ألمانيا . ولد في هانوفر . وكان عضواً في الأكاديمية البروسية للعلوم .
توفي في بون، عن عمر يناهز 62 عاماً.

## جوائز
حصل على جوائز منها:
- Lalande Prize [الإنجليزية]‏.